# 173 (nombre)
« Cent soixante-treize » redirige ici. Pour l'année, voir 173.
173 (cent soixante-treize ou cent septante-trois) est l'entier naturel qui suit 172 et qui précède 174.

## En mathématiques
Cent soixante-treize est :
- Un nombre premier.
- Un nombre premier de Sophie Germain.
- La somme de trois nombres premiers consécutifs (53 + 59 + 61)
- Un nombre premier équilibré.
- Un nombre premier d'Eisenstein sans partie imaginaire.
- un nombre premier sexy avec 167 ainsi qu'avec 179.

## Dans d'autres domaines
Cent soixante-treize est aussi :
- Environ le nombre d'années qu'il faut pour que toute l'eau du Lac Supérieur soit changée. coolquiz.com.
- Années historiques : -173, 173